# 사위판결
사위판결(詐僞判決)이란 당사자가 상대방이나 법원을 기망하여 부당한 내용의 판결을 받는 것을 말한다.

## 편취된 판결의 효력
학설은 무효설, 상소추완재심설, 항소설 등이 있다.

## 판례
- 판결이 형식적으로 존재하는 이상 사위판결도 당연무효의 판결이 아니다.[1]
- 제소자가 상대방의 주소를 허위로 기재함으로써 그 허위주소로 소송서류가 송달되어 그로 인하여 상대방 아닌 다른 사람이 그 서류를 받아 의제자백의 형식으로 제소자 승소의 판결이 선고되고 그 판결정본 역시 허위의 주소로 보내어져 송달된 것으로 처리된 경우에는 상대방에 대한 판결의 송달은 부적법하여 무효이므로 상대방은 아직도 판결정본의 송달을 받지 않은 상태에 있어 이에 대하여 상소를 제기할 수 있을 뿐만 아니라, 위 사위판결에 기하여 부동산에 관한 소유권이전등기나 말소등기가 경료된 경우에는 별소로서 그 등기의 말소를 구할 수도 있다.[2]